# 이헌용
이헌용(李憲鎔, 1886년 8월 12일 ~ 1921년)은 조선 말기의 왕족이자 대한제국의 황족으로, 인양도정과 인양군에 추증된 이재근의 서자였다. 음서로 관직에 올라 참봉을 역임했다.
이재근의 서자로 생가 숙부인 이재현에 의해 양육되었으나, 적모 오씨에 의해 승적되었다. 후일 주색 등으로 물의를 일으키고 적모 오씨 등을 소송을 걸었다가 패소하였다.

## 생애
할아버지 이승응은 원래 선조의 아홉째 서자 경창군 이주의 9대손이었으나 풍계군의 양자가 되어 은전군가의 가독을 상속했다. 그의 아버지 이재근은 두 부인에게서 자녀가 없어 첩에게서 그를 얻었다. 그러나 이헌용도 자녀가 없어 의친왕의 네번째 서자 이창(이해직)을 양자로 입양하였다. 그의 양자 이창은 서울 상도동에서 어묵장사로 살다 사망했다.
1903년(광무 6년) 2월 6일 장릉참봉(章陵參奉)판임관 8등에 임명되었으나 2월 7일 의원면직하였다. 1904년(광무 8년) 12월 19일 시종원좌시어(侍從院左侍御)에 임명되었다. 그러나 12월 22일 좌시어직을 의원면직하였다. 1905년(광무 9년) 3월 2일 6품으로 승륙되었다.
아버지 사후 삼촌인 이재현에 의해 양육되었다. 뒤에 적모 해주오씨가 그를 승적(承嫡)시켜주었다. 후에 은전군 가문의 봉제사를 두고 의양군 이재각이 형의 혈육을 두고 자신이 제사를 봉제사할 수 없다 하여 그에게 양보하였다. 적모 해주오씨에 의해 승적된 이후에 받은 작위 등급은 미상이다.
그러나 그는 음주 등으로 문제를 일으켰고, 안산 동막리에 있는 땅과 과천 당정리에 있는 땅을 모두 잃었다. 후에 은전군가의 재산을 두고 적모 해주오씨를 상대로 소송을 벌였다가 오히려 패하였다.
돈 2백원으로 유부녀를 매수하여 첩으로 삼았다가, 첩이 된 여성의 본남편이 변호사를 사서 소송을 당했다.

## 가족 관계
- 양 고조부: 은전군 이찬, 사도세자의 넷째 서자
- 양 증조부: 풍계군 이당(豐溪君 李瑭, 1783년 2월 1일 - 1826년 5월 8일)
- 할아버지 : 완평군 이승응(完平君 李昇應, 1836년 - 1909년)
- 할머니 : 진주류씨(1832년 9월 27일 ~ ?년), 동돈녕 류원기(柳遠綺)의 딸
  - 삼촌 : 이재현(李載現, 1870년 - ?년), 본가(本家) 숙부(淑父) 종정원경(宗正院卿) 이낙응(李洛應)에게 출계.
  - 삼촌 : 의양군 이재각(義陽君 李載覺. 1874년 - 1935년)
  - 고모 : 이씨, 풍천임씨 임헌재(任軒宰)에게 출가
  - 고모부 : 임헌재(任軒宰), 감찰 임기호(任起鎬)의 아들
- 서조모 : 이름 미상
  - 이복 삼촌: 예양정 이재규(禮陽正 李載規, 1877년 - ?년)
- 아버지 : 인양군 이재근(仁陽君 李載覲, 1857년 9월 21일 ~ 1896년 12월 6일)
- 적모 : 연일정씨(1859년 11월 3일 ~ 1890년 10월 13일, 현감 정해년(鄭海年)의 딸
- 계모 : 해주오씨(1872년 5월 7일 ~ ?년), 오형선(吳炯善)의 딸
- 생모 : 이름 미상
  - 부인 : 양주조씨, 학관 조병욱(趙秉郁)의 딸
    - 양자 : 이창(李鎗, 다른 이름은 이창길(李昌吉), 1915년 ~ ?년) - 의친왕의 네번째 서자
    - 양며느리 : 조의혜
      - 양 손자 : 이광주(李光柱)
      - 양 손자 : 이은주(李銀柱)
      - 양 손자 : 이일주(李一柱, 1938년 ~ ?년)
      - 양 손자 : 이석주(李石柱, 1943년 ~ )